# 東利弗莫爾 (緬因州)
東利弗莫爾（英語：East Livermore）是位於美國緬因州安德羅斯科金縣的一個非建制地區。

## 地理
東利弗莫爾所處的海拔為高於海平面102米（即335英呎），而該地所採用的時區為UTC-5，即北美东部時區（EST）。同時該地設有夏令時間，為UTC-5調快一小時，即UTC-4（EDT）。